# Gabriel de Grupello

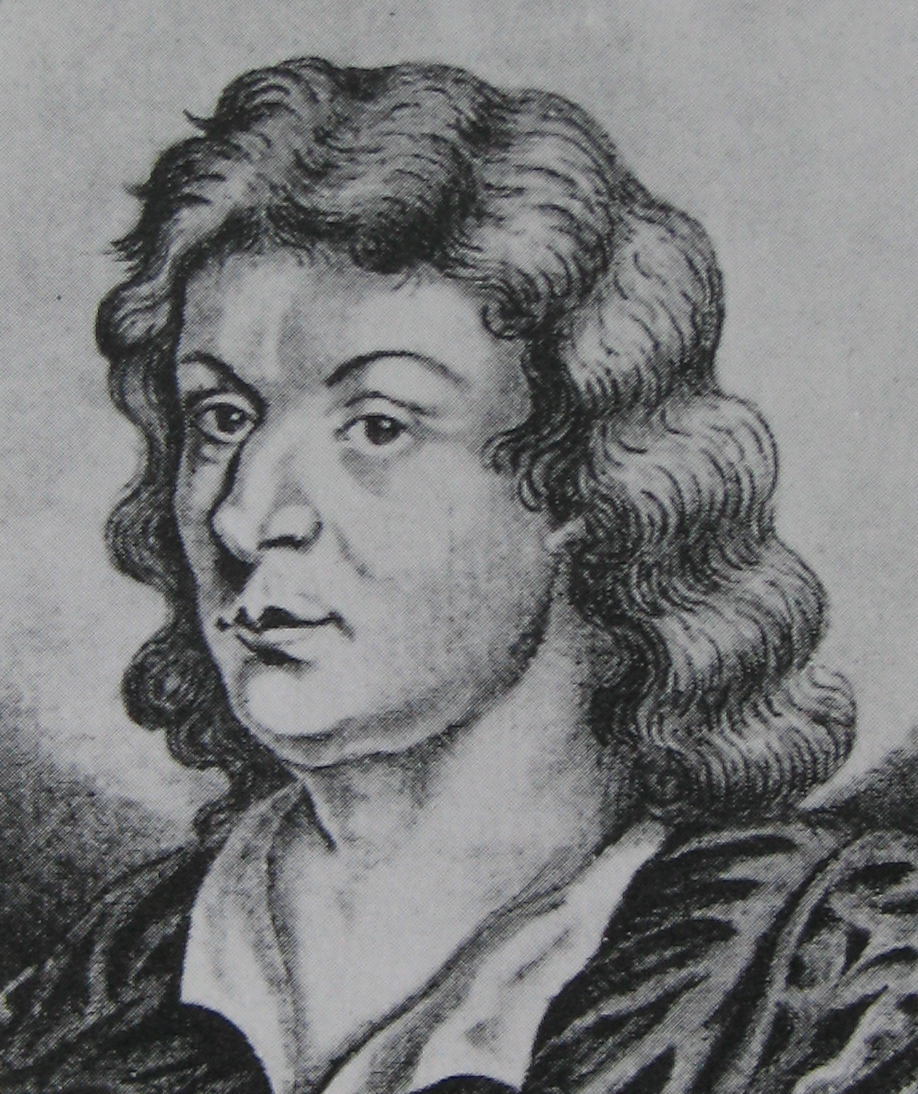
Gabriel de Grupello.

Gabriel de Grupello, född 23 maj 1644 i Geraardsbergen, död 20 juni 1730, var en tysk-nederländsk skulptör.
Gabriel de Grupello var lärjunge till Artus Quellinus i Antwerpen och blev bildhuggare vid flera hov, särskilt verksam i Bryssel och Düsseldorf, där han bland annat utförde hertig Johan Vilhelms ryttarstaty. Gabriel de Grupello var en typisk representant för den pompösa barockstilen.

## Fotogalleri

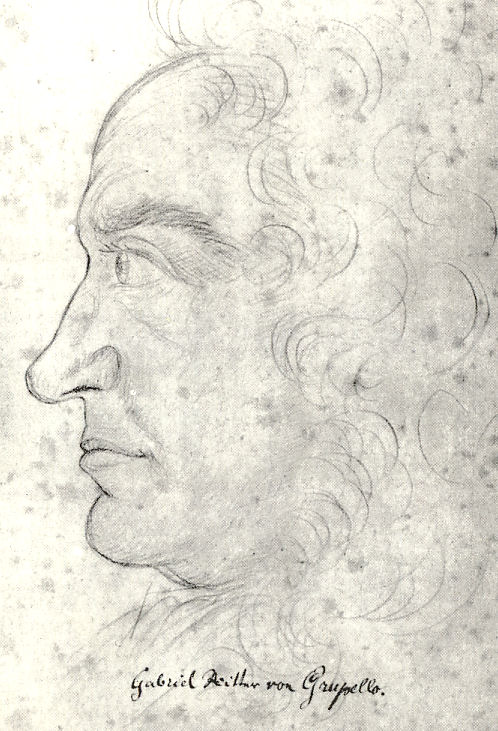
Självporträtt från omkring 1700 i Museum Kunstpalast i Düsseldorf
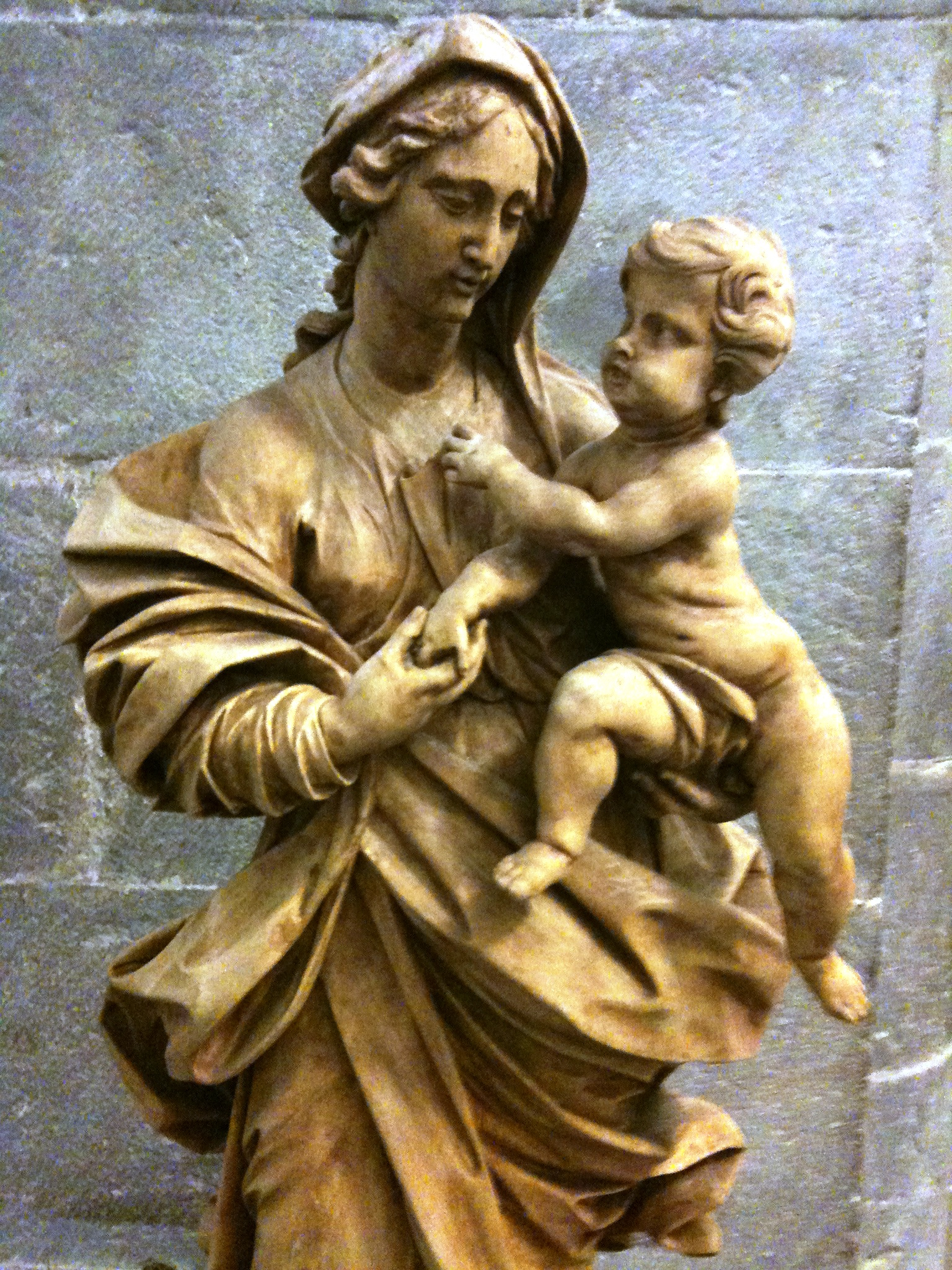
Modergudinna i lindträ, omkring 1725 i Museum Schnütgen i Köln
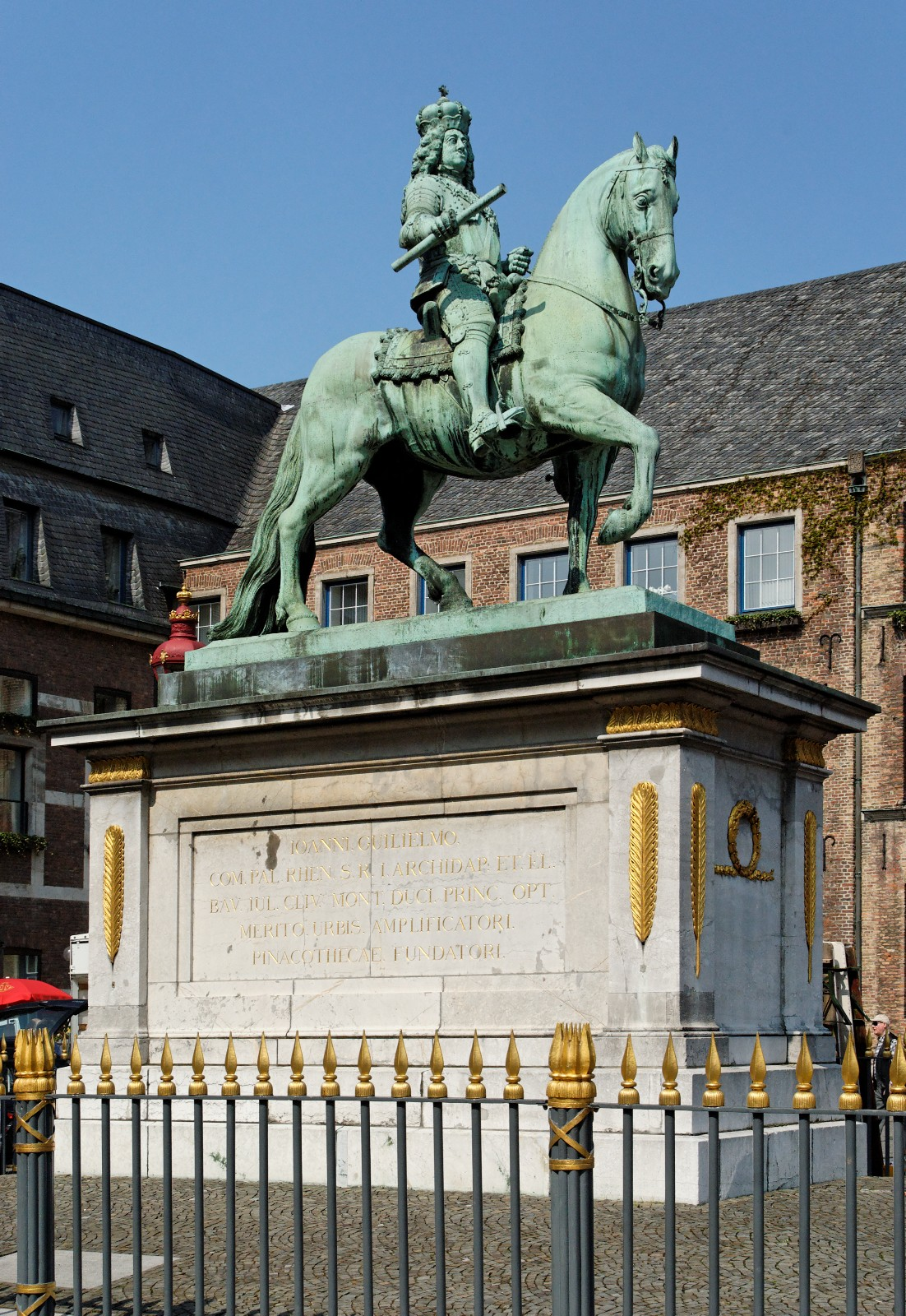
Monumentet över Jan Wellem i Düsseldorf
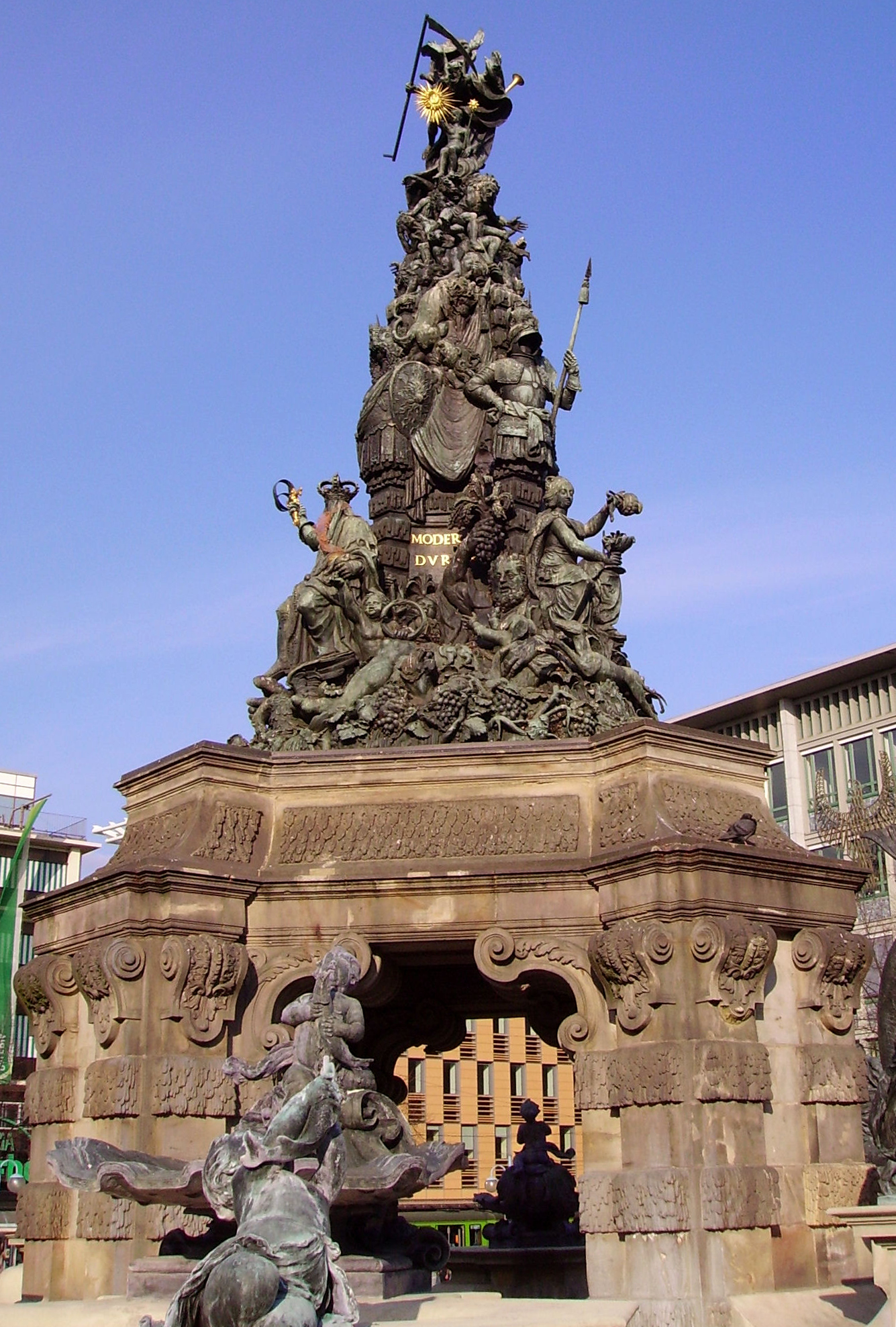
Grupellopyramiden i Mannheim
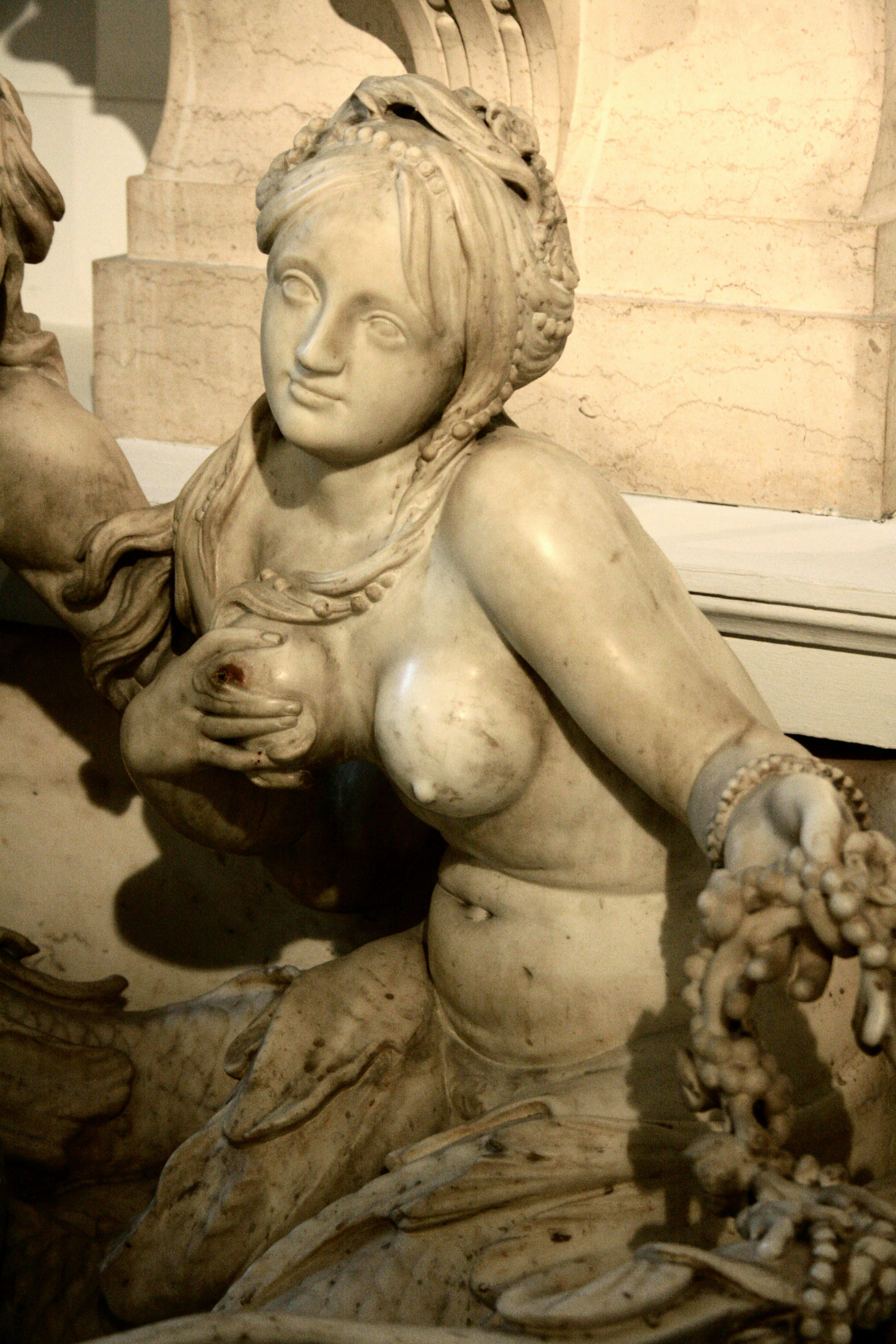
Detalj av fontän i marmor med havsgudinnor, omkring 1675, Musées royaux des beaux-arts de Belgique i Bryssel
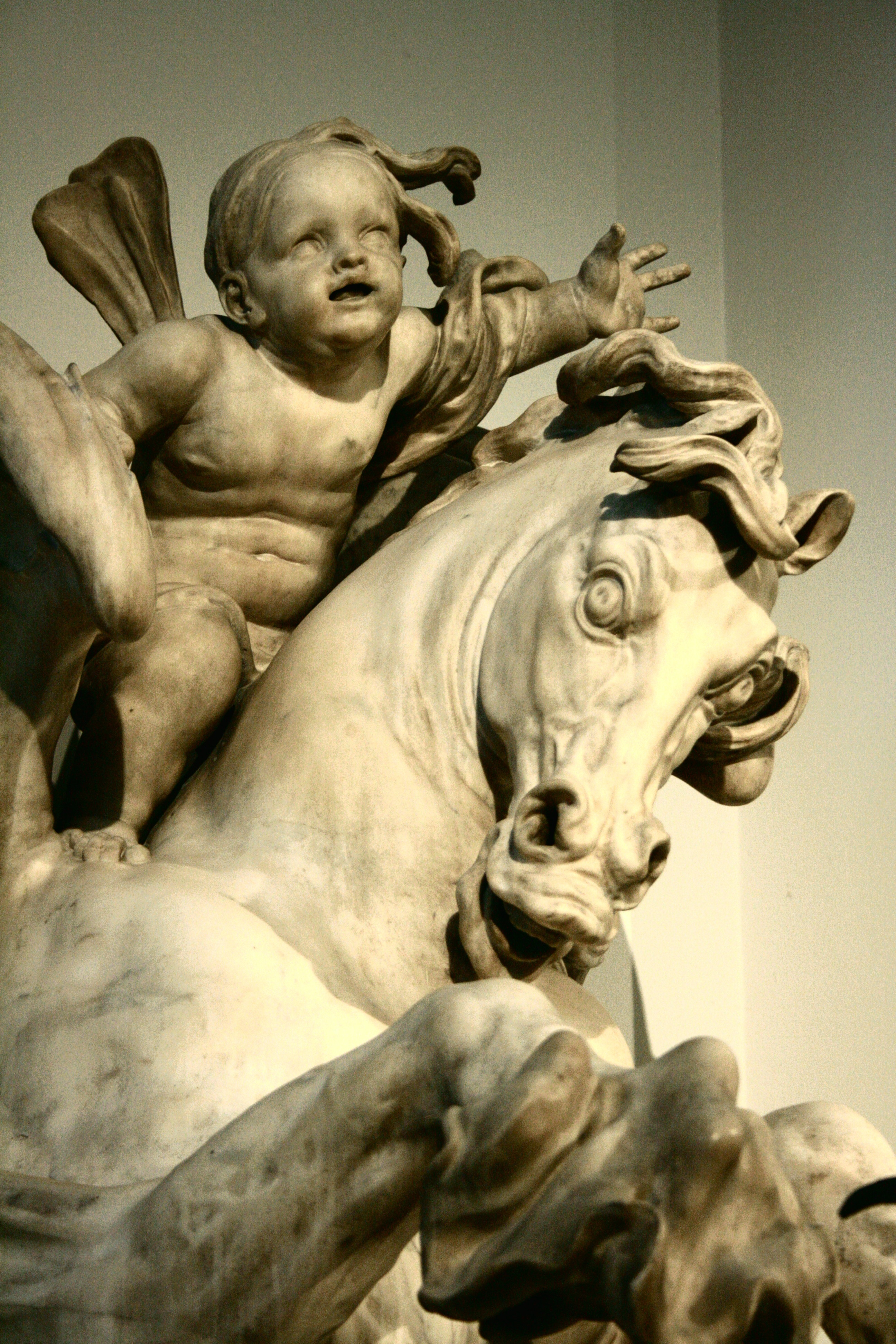
Detalj av fontän i marmor med havsgudinnor, omkring 1675, Musées royaux des beaux-arts de Belgique i Bryssel

## Fotnoter
1. 1 2  Gabriël Grupello, RKDartists (på engelska), RKDartists-ID: 34346.[källa från Wikidata]
2. 1 2  Brockhaus Enzyklopädie, Brockhaus Enzyklopädie-ID: grupello-gabriel.[källa från Wikidata]
3. ↑  Grupello, Gabriel, Grove Art Online, 13 december 2017, 10.1093/GAO/9781884446054.ARTICLE.T035194.[källa från Wikidata]
4. ↑  SNAC, SNAC Ark-ID: w61c6h29, läs online, läst: 9 oktober 2017.[källa från Wikidata]